# Портус Леманис

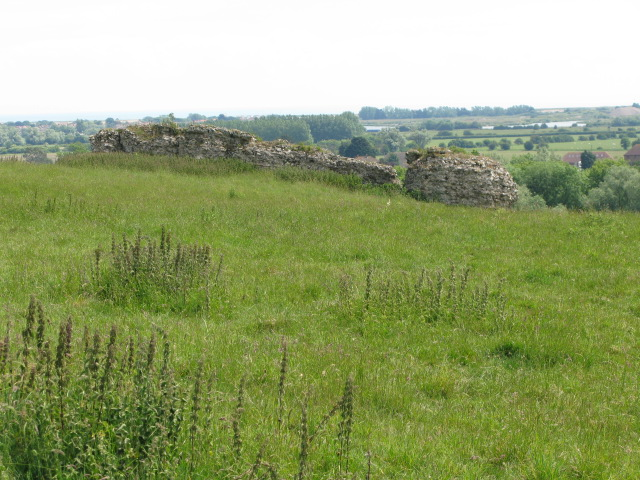
Остатки поселения

Портус Леманис (лат. Portus Lemanis) — древнеримская крепость, поселение и порт на юге современного графства Кент, Англия. Название деревни Лимпн произошло от этого древнеримского поселения.
Первое документальное упоминание данной местности относится к концу III века. В Итинерарии Антонина упоминается поселение Портус Леманис, лежащее в 68000 (68 римских миль) шагов от Лондиниума и в 16000 шагов от Кентербери. Однако археологические находки свидетельствуют о наличии римского поселения, основанного в данном месте гораздо ранее III века.
Фортификационные укрепления находились на холме в прямой видимости с моря. Гражданское поселение возникло возле форта по обе стороны дороги, ведущей к современному Кентербери.